# إريك فريبورغ
إريك فريبورغ (بالسويدية: Erik Friborg)‏ كان دراج سويدي. سبق أن شارك في دورة الألعاب الأولمبية الصيفية وفاز بميدالية أولمبية.

## الميداليات
| الميدالية | المسابقة                       |
| --------- | ------------------------------ |
| ذهبية     | الألعاب الأولمبية الصيفية 1912 |

## روابط خارجية
- إريك فريبورغ على موقع أرشيف الدراجات (الإنجليزية)
- إريك فريبورغ على موقع أوليمبيديا (الإنجليزية)
- إريك فريبورغ على موقع اللجنة الأولمبية السويدية (السويدية)
- profile